# Julia Butterfly Hill
Julia Lorraine Butterfly Hill (Mount Vernon, Missouri, 18. veljače 1974.) američka je ekološka aktivistica i motivacijska govornica.

## Životopis

### Mladost i obrazovanje
Rođena je u obitelji Dalea Edwarda Hilla, putujućeg propovjednika, i Kathleen Anne DelGallo. Zajedno s dvojicom braće odgajana je u kršćanskom duhu. U Jonesborou u Arkansasu završila je srednju školu i studirala na Državnom sveučilištu Arkansas (Arkansas State University).

### Ekološki aktivizam
Nakon gotovo kobne prometne nesreće koju je doživjela 1996. godine počinje više promišljati o životu i poduzima putovanje po zapadnom dijelu SAD-a. U Kaliforniji posjećuje šume mamutovaca koje su je se osobito dojmile i pridružuje se ekološkim aktivistima koji se bore za opstanak i očuvanje tih šuma.
Postala je poznata nakon što je u krošnji tisućugodišnjeg stabla obalnog mamutovca proživjela 738 dana kako bi spriječila sječu ekološki značajnih kalifornijskih šuma mamutovaca. Na stablu nazvanom Luna boravila je od 10. prosinca 1997. godine do 18. prosinca 1999. godine. Nakon gotovo dvogodišnjeg boravka u krošnji postignut je dogovor između Hill i drvne kompanije koja je obavljala sječu na tom području. Luna i okolno područje ostat će sačuvani i uklopljeni u park prirode, a kompanija će donirati dodatna sredstva obližnjem sveučilištu za daljnja istraživanja šume.
Godine 2000. objavila je autobiografsku knjigu The Legacy of Luna: The Story of a Tree, a Woman, and the Struggle to Save the Redwoods (Baština Lune: priča o stablu, ženi i borbi za spas šume), u kojoj opisuje svoje iskustvo. Prema knjizi su snimani i dokumentarni filmovi.
Godine 2002. protestirala je u Ekvadoru protiv namjera naftnih kompanija da izgrade naftovode kroz domorodački teritorij, a 2003. godine protiv američkog vojnog djelovanja u Iraku. Bori se i za prava radničkih useljenika u SAD. Živi u Oaklandu u Kaliforniji.

## Djela
- The Legacy of Luna: The Story of a Tree, a Woman, and the Struggle to Save the Redwoods (Baština Lune: priča o stablu, ženi i borbi za spas šume, 2000.)[1]
- Butterfly (Leptir, 2002.), dokumentarni film snimljen prema njenoj knjizi, u kojem glumi sebe[2]

## Vanjske poveznice
|  | Zajednički poslužitelj ima još gradiva o temi Julia Butterfly Hill |

Mrežna mjesta
- www.juliabutterfly.com, službeno mrežno mjesto Julie Butterfly Hill (engl.)
- Leslee Goodman, The Butterfly Effect  Arhivirana inačica izvorne stranice od 4. ožujka 2016. (Wayback Machine), intervju u magazinu The Sun (436/2012.), thesunmagazine.org (engl.)
- Sanctuary Forest  Arhivirana inačica izvorne stranice od 3. ožujka 2016. (Wayback Machine), park prirode u kojem je stablo Luna (engl.)